# 142558 Rosarno
142558 Rosarno è un asteroide della fascia principale interna. Scoperto nel 2002, presenta un'orbita caratterizzata da un semiasse maggiore pari a 2,284864 UA e da un'eccentricità di 0,115212, inclinata di 6,429538° rispetto all'eclittica.
Fa parte della famiglia di asteroidi Vesta.
L'asteroide è dedicato alla cittadina calabrese di Rosarno, dove visse Filippo di Medma, astronomo greco del IV secolo a.C..